# Карточный домик

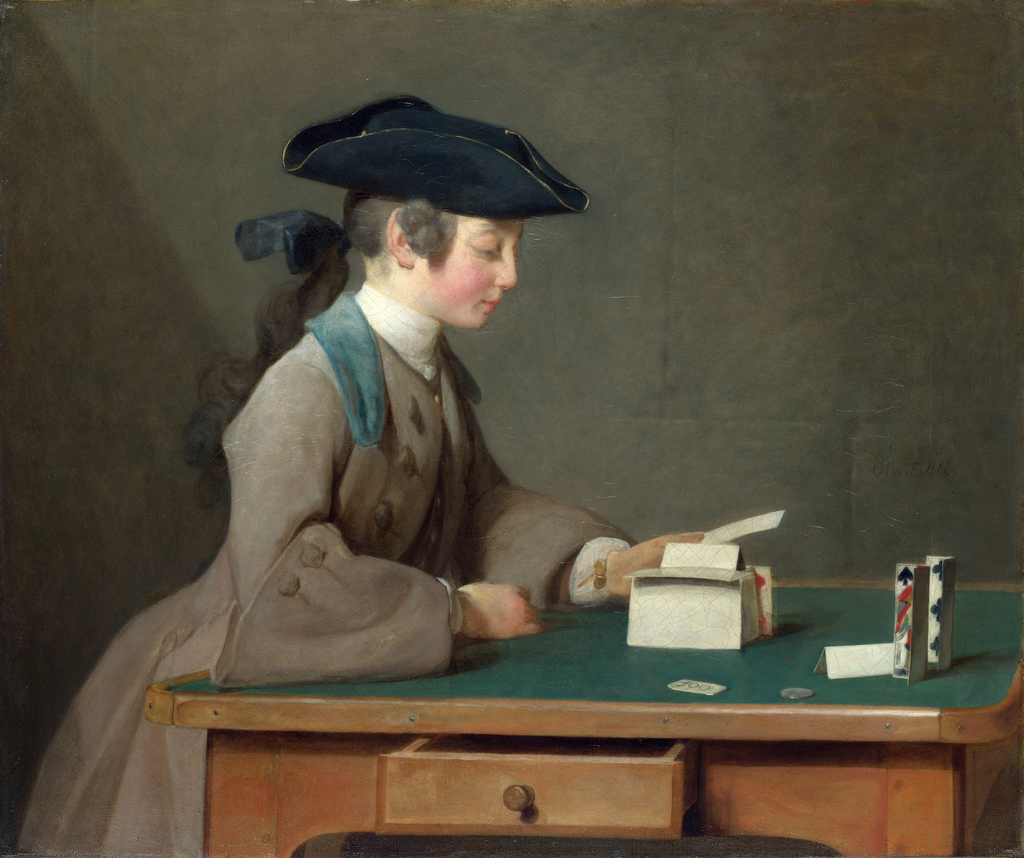
В 1730-х Шарден создал серию картин на тему «Карточный домик»

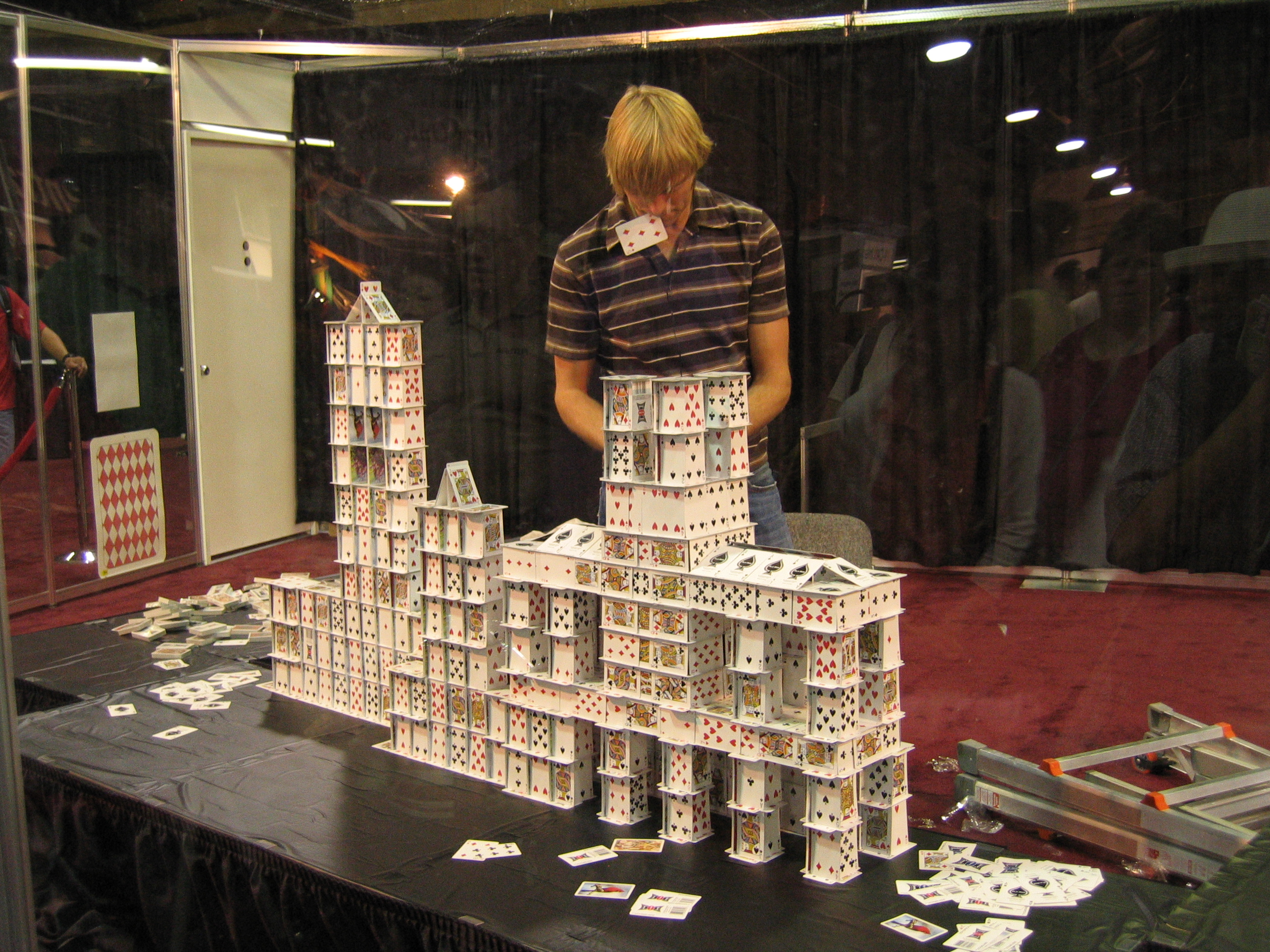
Брайан Берг за работой

Карточный домик — конструкция, возводимая из игральных карт путём их установки рядами друг на друга особым способом. Целью является создание как можно более высокой структуры из карт, которая при этом бы не обрушилась. При строительстве карточных домиков не должен использоваться клей или какие-либо другие вспомогательные ингредиенты или приспособления, форма карт также не может меняться.
История идеи карточных домиков доподлинно неизвестна. Самое раннее упоминание о них встречается в заметках французского придворного врача Жана Эруара, который сообщал, что маленький король Людовик XIII в 1605—1613 годах любил устанавливать карты друг на друга, при этом «соблюдая пропорции». Строительство карточных домиков стало достаточно популярным в европейских мещанских семьях в XVIII веке: этим часто занимали детей во время различных праздников, крестин или свадеб, пока взрослые вели застольные беседы.
Со строительством карточных домиков может быть связан целый ряд игр и соревнований: как непосредственное состязание для двух человек, каждый из которых стремится возвести структуру большего размера, так и, например, совместное строительство домика «по ходам» или попытка определить, какую карту из уже построенного домика можно вытащить, чтобы он при этом не обрушился. Для строительства карточных домиков существуют специальные инструкции.
Уже в начале XX века устанавливались и фиксировались рекорды по высоте построенных карточных домиков: так, в 1907 году в журнале «Стрэнд» была опубликована статья об англичанке Рози Фэрнер, сумевшей построить «башню» из карт высотой в двадцать «этажей» (то есть рядов). Современным рекордсменом по строительству карточных домиков является Брайан Берг, чьи достижения были занесены в Книгу рекордов Гиннесса, начиная с 1992 года, и с тех пор им же неоднократно улучшались.